# تويوتا أفانزا
تويوتا أفانزا هي سيارة ميني فان خلفية الدفع من تصميم وصناعة شركة دايهاتسو، سوّقتها شركة تويوتا للسيارات، أنتجت السيارة في إندونيسيا. أنتجت في عام 2003.

## وصلات خارجية
- الموقع الرسمي